# Dusona experta
Dusona experta är en stekelart som först beskrevs av Cresson 1872.  Dusona experta ingår i släktet Dusona och familjen brokparasitsteklar. Inga underarter finns listade i Catalogue of Life.